# أشباه المتعاقبات الحبيبية
أشباه المتعاقبات الحبيبية (الاسم العلمي: Synechococcophycideae) هي تحت طائفة من البكتيريا تتبع طائفة الزراقم شعبة البكتيريا الزرقاء.

## رتب
- متعاقبيات حبيبية